# Exoprosopa virgata
Exoprosopa virgata är en tvåvingeart som beskrevs av Wray Merrill Bowden 1964. Exoprosopa virgata ingår i släktet Exoprosopa och familjen svävflugor. Inga underarter finns listade i Catalogue of Life.